# Eleodes gigantea
Eleodes gigantea es una especie de escarabajo del género Eleodes, tribu Amphidorini, familia Tenebrionidae. Fue descrita científicamente por Mannerheim en 1843.
Se mantiene activa durante todos los meses del año.

## Descripción
Mide aproximadamente 32 milímetros de longitud.

## Distribución
Se distribuye por México y Estados Unidos.